# Binaria splendens
Binaria splendens là một loài thực vật có hoa trong họ Đậu. Loài này được (Kunth) SCHMITZ mô tả khoa học đầu tiên năm 1973.